# Сент-Юльрик (замок)
Сент-Юльрик (фр. Saint-Ulrich) — руины средневекового замка, которые возвышаются над коммуной Рибовилле в департаменте Верхний Рейн, в регионе Гранд-Эст, Франция. Также можно встретить такие названия как Гран-Рибопьер или Раппольштейн. Является одним из трёх замков (наряду с Гирсбером и Верхним Рибопьером), находящихся в зоне видимости друг друга. Расположен на высоте 528 метров над уровнем моря. Ещё в 1841 году руины замка были отнесены к историческим памятникам. В феврале 1930 года этот статус был подтверждён. По своему типу относится к замкам на вершине.

## История

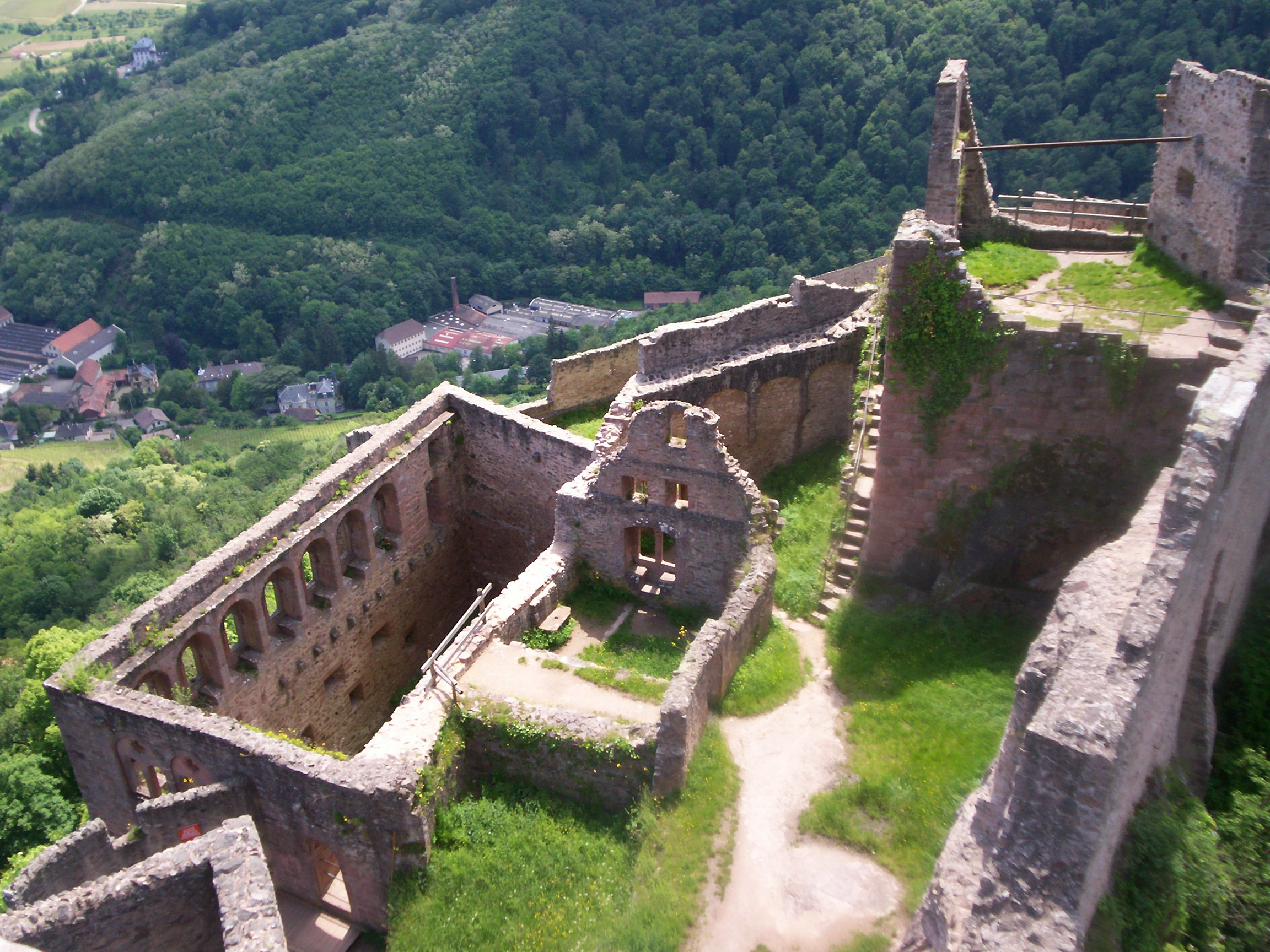
Вид руин замка с высоты птичбьего полёта

### Ранний период
Название места связано с капеллой, посвященной святому Юльрику (Ульриху). Эта капелла находится на территории замкового комплекса. Средневековые тексты, со своей стороны, не используют имя Сент-Юльрик. Замок изначально носил немецкое имя Раппольштайн (Rappolstein), позднее на французский манер Рибопьер (Ribeaupierre).
Точных сведений о времени основания замка нет. По самой распространённой версии крепость была основана в XI веке представителями могущественного дворянского рода фон Раппольштайн (Рибопьер). Эта семья владела замком почти 500 лет, вплоть до середины XVI века. Здесь же находилась главная резиденция рода и ключевые службы по управлению окружающими землями.
По другой версии замок на этом месте с 1114 года принадлежал епископу Базеля. Затем окружающие земли были оккупированы армией Генриха V. Он использовал эту территорию как плацдарм в своём противостоянии против рода Эгисхеймов. Затем замок был возвращён епископу Базеля, который и передал его под контроль Рибопьеров. Ансельм II де Рибопьер, изгнавший других членов своей семьи из замка, сумел выдержать в крепости три осады. В 1287 году замок пытался захватить Рудольф IV Габсбург, король Германии, но не сумел. 
В эпоху расцвета Сент-Юльрик был одной из самых мощных крепостей Эльзаса. По традициям того времени он включал в себя Верхний замок (цитадель) и Нижний замок (форбург). В замке была выстроена роскошная резиденция. Помимо больших жилых помещений с каминами там с XIII века имелся просторный рыцарский зал. Его до сих пор можно узнать среди руин в большой комнате с девятью окнами в романском стиле.

### XV век
Около 1435 года в замке была возведена часовня, посвященная святому Юльрику (Ульриху), епископу Аугсбургскому. 
В конце XV веке в темницу замка отправили известную преступницу леди Кунегонду д'Хунгерштайн (в девичестве Биллинг де Вильсперг). Её обвинили в том, что она задушила в 1487 году Гийома де Хунгерштейна, своего мужа, вассала Рибопьеров. Эта женщина провела в темнице почти двадцать лет, пыталась бежать при соучастии сторожа, но неудачно.

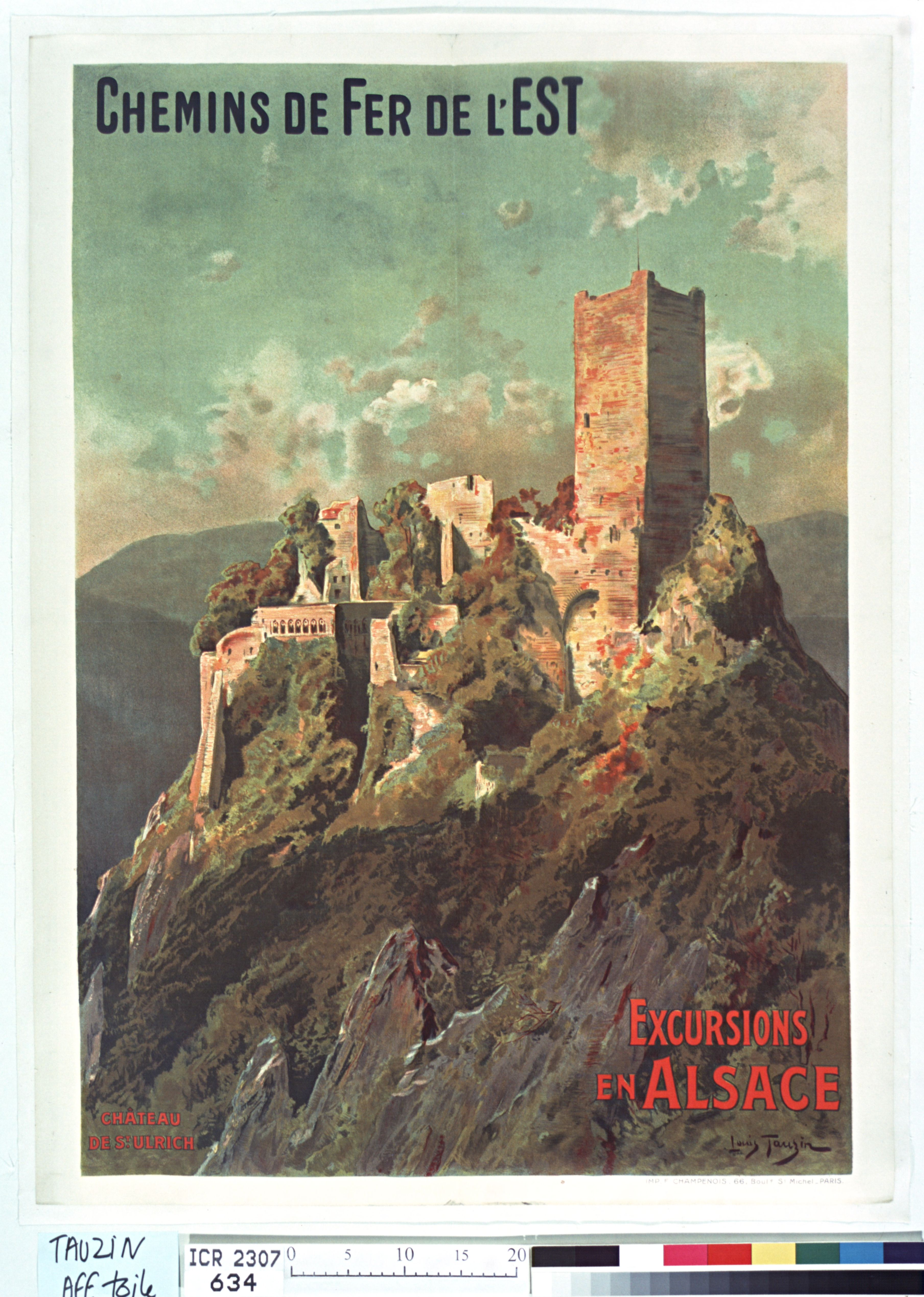
Изображение замка на открытке 1900 года

### XVI век и последующее время
Представители семьи Рибопьер покинули крепость в XVI века. Они переселилась в более благоустроенную резиденцию в стиле ренессанс. Во время Тридцатилетней войны это здание было разрушено и позднее полностью разобрано. Ныне на месте резиденции находится средняя школа Рибовиля.

### Упадок и разрушение
В XVII веке замок быстро пришёл в запустение. Старые владельцы не заботились о ремонты и крепость стала стремительно ветшать. Проживающие в окрестных землях крестьяне стали использовать оставленный без присмотра комплекс как склад стройматериалов. Были демонтированы крыши и разобраны многие части комплекса. Осадки, беспрепятственно проникая внутрь, стали ещё быстрее разрушать старую каменную кладку.
С XVIII века замок стал представлять из себя живописные руины. Лишь в конце XIX века по инициативе местных властей стали проводиться работы по консервации руин для предотвращения дальнейшего разрушения.
Главная жилая резиденция была перестроена в начале XIII века, но от этого сооружения сохранился только нижний уровень.

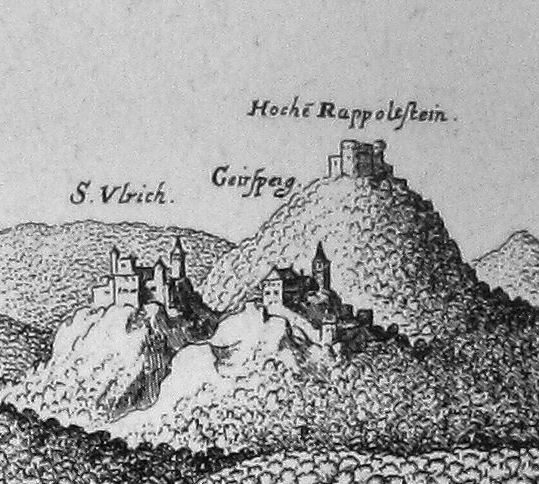
Все три замка региона на гравюре XVII века

## Описание
Сохранившиеся к XX веку фрагменты здания датируются несколькими периодами: основные части квадратной цитадели и главное здание построены ещё в XII веке, рыцарский зал и большая жилая башня возведены в XIII веке, а барбакан у главных ворот появился в XIV веке.

## Современное состояние
В настоящее время руины прежнего замка являются одной из главных достопримечательностей департамента Верхний Рейн. Посещение комплекса свободное и возможно в любое время года. Иногда на территории замка проводятся исторические фестивали. 
Местные власти регулярно проводят работы по консервации руин. Вероятность дальнейшего разрушения предотвращена. 

## Галерея

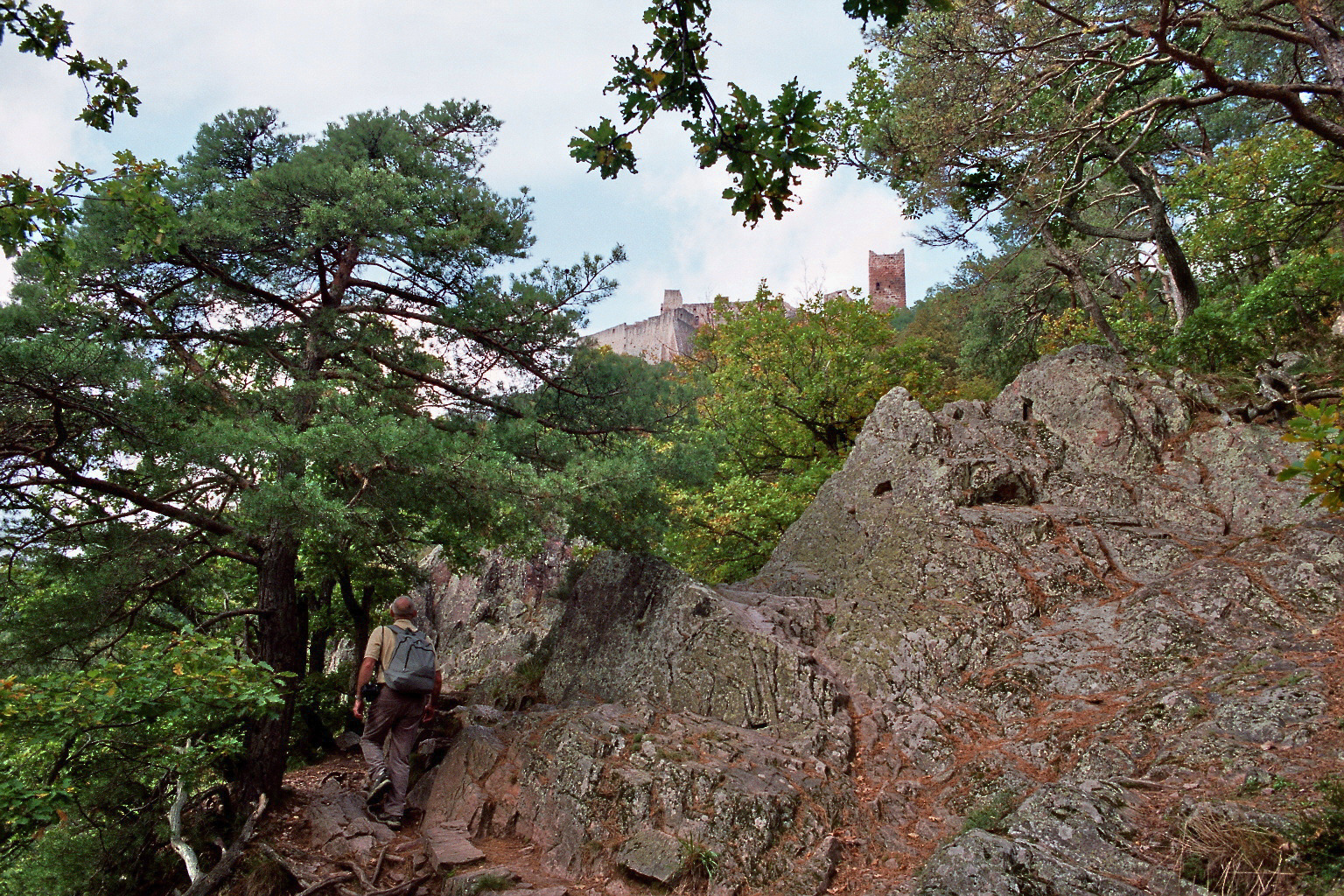
Вид замка из долины
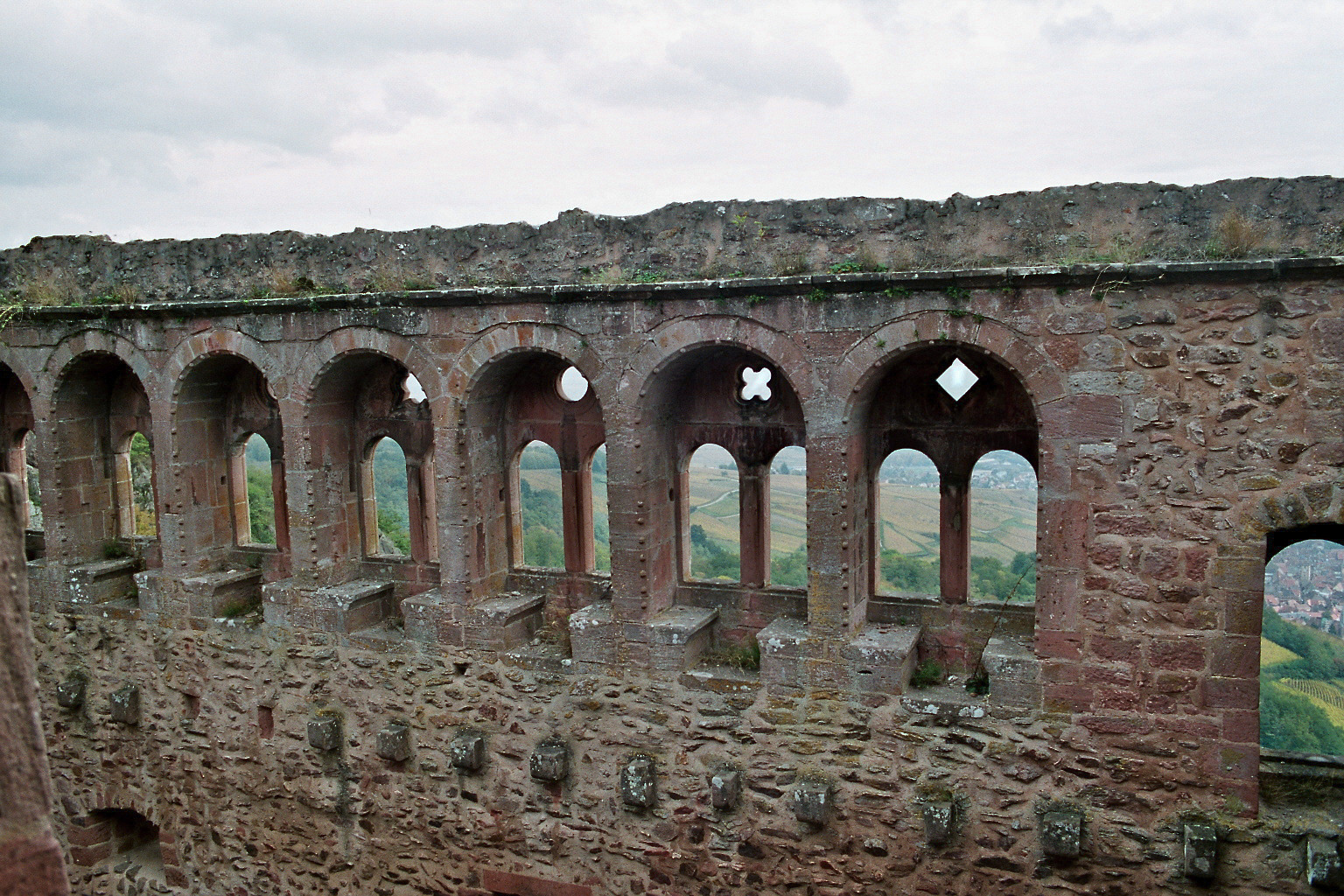
Остатки бывшего рыцарского зала
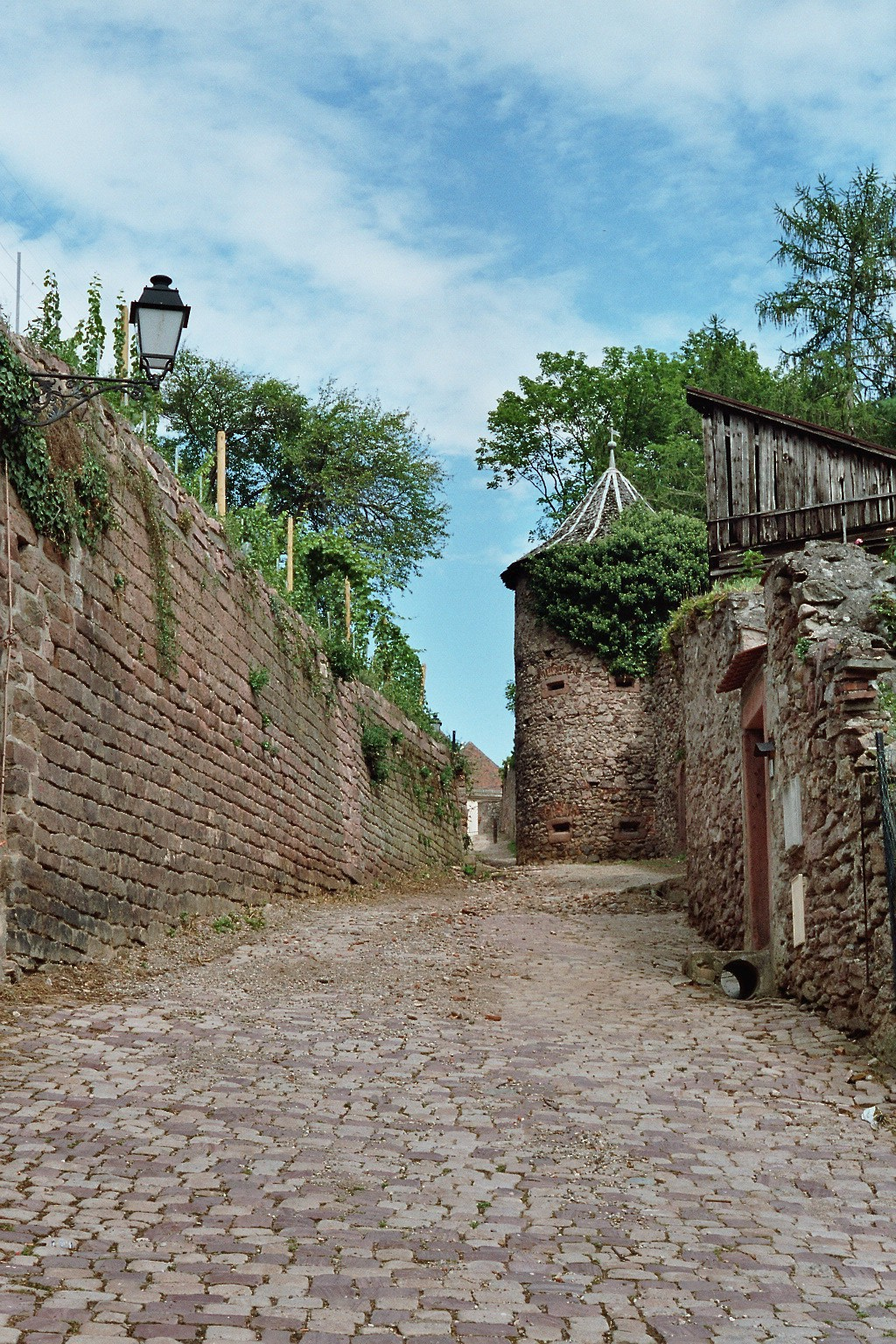
Дорога, ведущая в замок
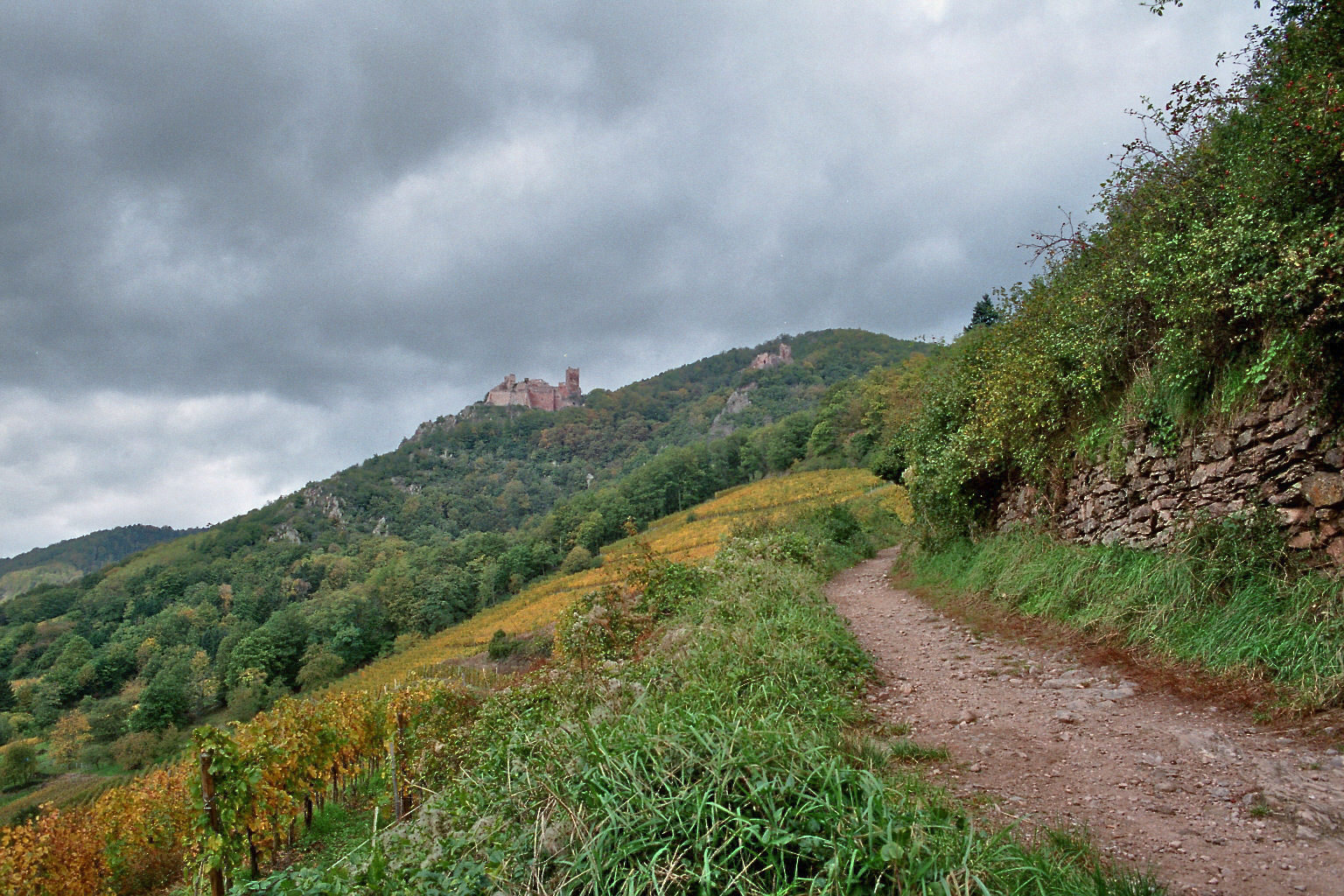
Вид замка с юго-запада
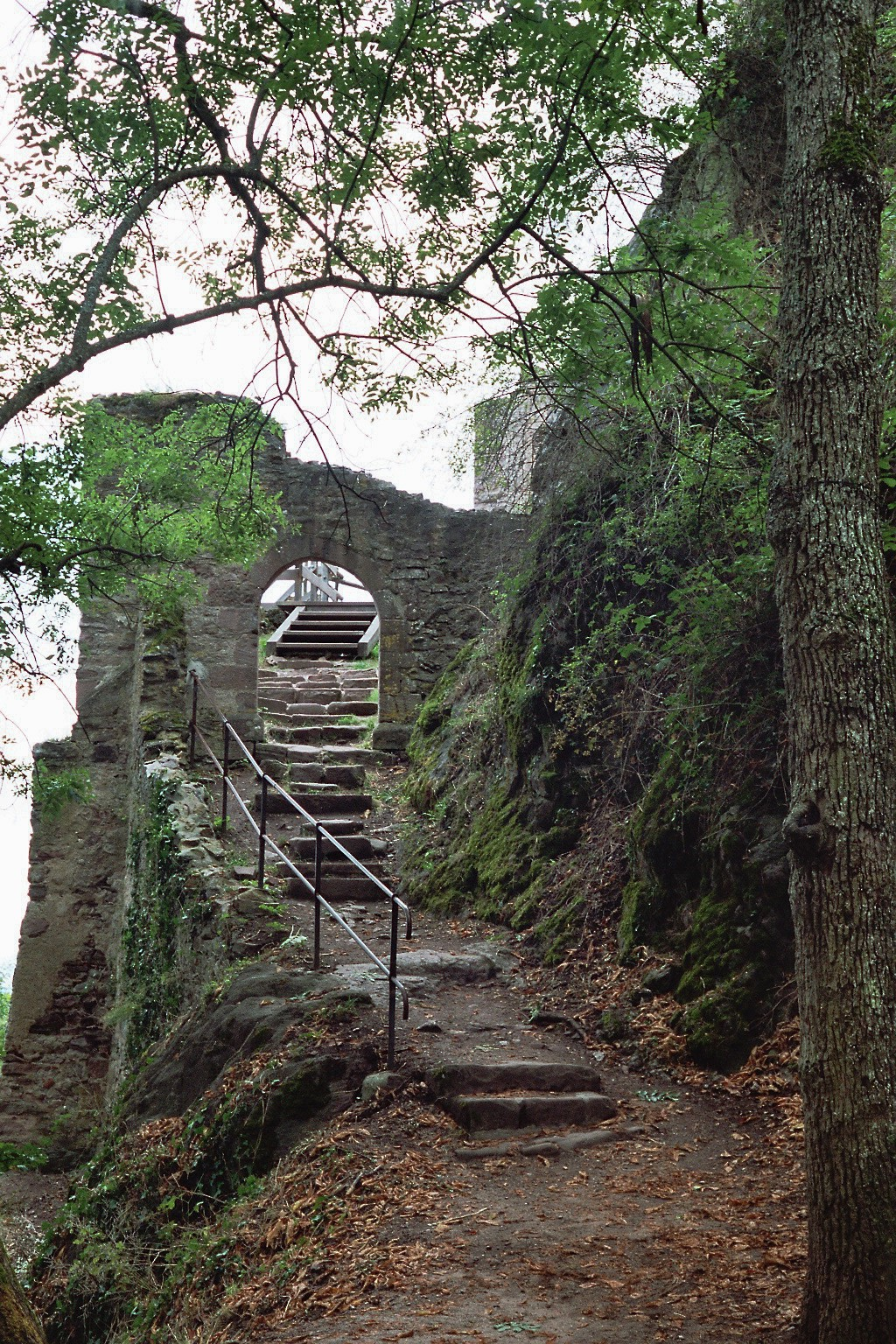
Вход в цитадель